# The Ranch (serie televisiva)
The Ranch è una sitcom statunitense creata da Don Reo e Jim Patterson per Netflix e interpretata da Ashton Kutcher, Danny Masterson, Debra Winger e Sam Elliott.

## Trama
Colt Reagan Bennett è un giocatore di football americano semi-professionista che non trovando alcun ingaggio si vede costretto a tornare a Garrison, in Colorado, ad aiutare suo fratello Rooster e suo padre Beau a gestire il ranch di famiglia.

## Episodi
La serie viene ordinata e prodotta in stagioni, ma ogni stagione viene distribuita sotto forma di due parti separate, così come riportato nella suddivisione di Netflix.
| Stagione         | Episodi | Episodi | Pubblicazione Stati Uniti | Pubblicazione Italia |
| ---------------- | ------- | ------- | ------------------------- | -------------------- |
| Prima stagione   | 20      | 10      | 2016                      | 2016                 |
| Prima stagione   | 20      | 10      | 2016                      | 2016                 |
| Seconda stagione | 20      | 10      | 2017                      | 2017                 |
| Seconda stagione | 20      | 10      | 2017                      | 2017                 |
| Terza stagione   | 20      | 10      | 2018                      | 2018                 |
| Terza stagione   | 20      | 10      | 2018                      | 2018                 |
| Quarta stagione  | 20      | 10      | 2019                      | 2019                 |
| Quarta stagione  | 20      | 10      | 2020                      | 2020                 |

## Personaggi e interpreti

### Principali
- Colt Reagan Bennett (stagioni 1-4), interpretato da Ashton Kutcher, doppiato da David Chevalier
- Jameson “Rooster” Ford Bennett (stagioni 1-3), interpretato da Danny Masterson, doppiato da Riccardo Scarafoni
- Margaret "Maggie" Bennett (stagioni 1-4), interpretata da Debra Winger, doppiata da Irene Di Valmo
- Abigail "Abby" Phillips-Bennett (stagioni 1-4), interpretata da Elisha Cuthbert[11], doppiata da Emanuela D'Amico
- Beau Roosevelt Bennett (stagioni 1-4), interpretato da Sam Elliott[12], doppiato da Paolo Buglioni
- Luke Matthews (stagioni 3-4), interpretato da Dax Shepard

### Ricorrenti
- Dale Rivers, interpretato da Barry Corbin, doppiato da Bruno Alessandro
- Heather Roth, interpretata da Kelli Goss[13], doppiata da Eva Padoan
- Kenneth "Kenny" Ballard, interpretato da Bret Harrison, doppiato da Massimo Triggiani
- Mary Roth, interpretata da Megyn Price[13], doppiata da Antonella Rinaldi
- Darlene Roth, interpretata da Molly McCook, doppiata da Domitilla D'Amico
- Joanne, interpretata da Kathy Baker[14]
- Hank, interpretato da Grady Lee Richmond, doppiato da Daniele Valenti
- Billy "Beer Pong" Tompkins, interpretato da Ethan Suplee, doppiato da Gianluca Crisafi
- Nikki, interpretata da Aimee Teegarden, doppiata da Giulia Franceschetti
- Tanya Showers, interpretata da Chasty Ballesteros
- Maria, interpretata da Laura Vallejo, doppiata da Micaela Incitti
- Brenda Sanders, interpretata da Sharon Lawrence
- Jen "l'ingegnere", interpretata da Maggie Lawson
- Lisa Neumann, interpretata da Wendie Malick

### Guest star
- Bill Jensen, interpretato da Jon Cryer, doppiato da Franco Mannella
- Umberto, interpretato da Wilmer Valderrama[15]
- Jerry, interpretato da Martin Mull
- Ed Bishop, interpretato da John Amos
- Coach Fitzgerald, interpretato da Thomas F. Wilson, doppiato da Stefano Thermes
- Janice Phillips, interpretata da Debra Jo Rupp
- Chuck Phillips, interpretato da Jim Beaver
- Shirley, interpretata da Conchata Ferrell
- Clint, interpretato da Lou Diamond Phillips
- Sam Peterson, interpretato da Kurtwood Smith
- Karen, interpretata da Nancy Travis

### Camei
- Joe Firstman
- Pearl Charles
- Kurt Neumann
- Bukka Allen
- Sam Hawksley
- Thomas Rhett

## Produzione
I primi 10 episodi della prima stagione sono stati distribuiti il 1º aprile 2016 su Netflix. La seconda tranche di 10 episodi della prima stagione è stata pubblicata il 7 ottobre 2016.
Nell'aprile 2016 la serie è stata rinnovata per una seconda stagione di 20 episodi, pubblicati, sempre in due parti, dal 16 giugno al 15 dicembre 2017.
Il 4 luglio 2017, viene rinnovata per una terza stagione di 20 episodi, con la prima parte pubblicata il 15 giugno 2018, mentre la seconda il 7 dicembre 2018. Nel dicembre 2018, una settimana prima dell'uscita della seconda parte della seconda stagione, venne annunciato che Masterson era stato escluso dallo show in seguito a molteplici accuse di aggressione sessuale contro di lui, ed è apparso solo nei primi 10 episodi della terza stagione.
Il 31 ottobre 2018, viene rinnovata per una quarta stagione, composta da 20 episodi.
Il 4 giugno 2019 viene reso noto tramite l'account twitter di Ashton Kutcher che la serie terminerà con la quarta stagione, e che gli episodi usciranno in due parti. La prima composta da 10 episodi distribuita su Netflix il 13 settembre 2019 e la seconda il 24 gennaio 2020.

## Accoglienza
The Ranch ha ottenuto recensioni positive da parte della critica. L'aggregatore di recensioni Rotten Tomatoes riporta un indice di gradimento medio del 70% (60% per la stagione 1 e 67% per la stagione 2), basato su 141 recensioni, con un punteggio medio di 4,5/5. Il commento consensuale del sito recita: "Un formidabile set-up e una trama prevedibile sono elevati dalla sorprendente sensibilità e dalle forti performance di The Ranch". Metacritic ha dato alla serie un voto di 54 su 100 basato su 17 recensioni.
Willa Paskin di Slate (rivista digitale statunitense di attualità) ha dato una recensione positiva, scrivendo: "The Ranch è una sitcom red-state (repubblicana), anche se si svolge nello stato altalenante del Colorado (swing state), ed è abbastanza buona da essere vista da persone di qualsiasi appartenenza politica".
Il Los Angeles Times scrive: "Le scene di [Elliott-Beau e Winger-Maggie] insieme, per quanto limitate, sono le più emozionanti dal punto di vista dello spettacolo. Dovrai darle un'occhiata".